# Sandgrube Seligenthal
Die Sandgrube Seligenthal ist ein FFH-Gebiet (Kennung DE-5109-303) in der Stadt Siegburg im nordrhein-westfälischen Rhein-Sieg-Kreis. Es handelt sich um einen rund 23 Hektar großen ehemaligen Sandabbaukomplex in einem größeren Mischwaldgebiet. Der Bereich ist Teil des europäischen Schutzgebietsnetzes Natura 2000 und dient primär dem Erhalt der in Deutschland stark gefährdeten Gelbbauchunke.

## Beschreibung
Das Areal liegt nördlich des Stadtteils Seligenthal zwischen Kaldauen und Wahnbachtalsperre am unteren Lauf des Umschossbaches (Ummigsbach). Die Fläche des FFH-Gebiets gehört jeweils teilweise auch zu zwei größeren Landschaftsschutzgebieten (LSG 5108-002 und LSG 5010-0001) und liegt im Naturpark Bergisches Land.
Die dortigen Sandböden wurden lange kommerziell abgebaut, unter anderem zur Verwendung als Sand für Spielplätze. Heute sind freie Kleinstgewässer im Interesse, die durch zunehmende Verwaldung gefährdet sind.

## Siehe auch

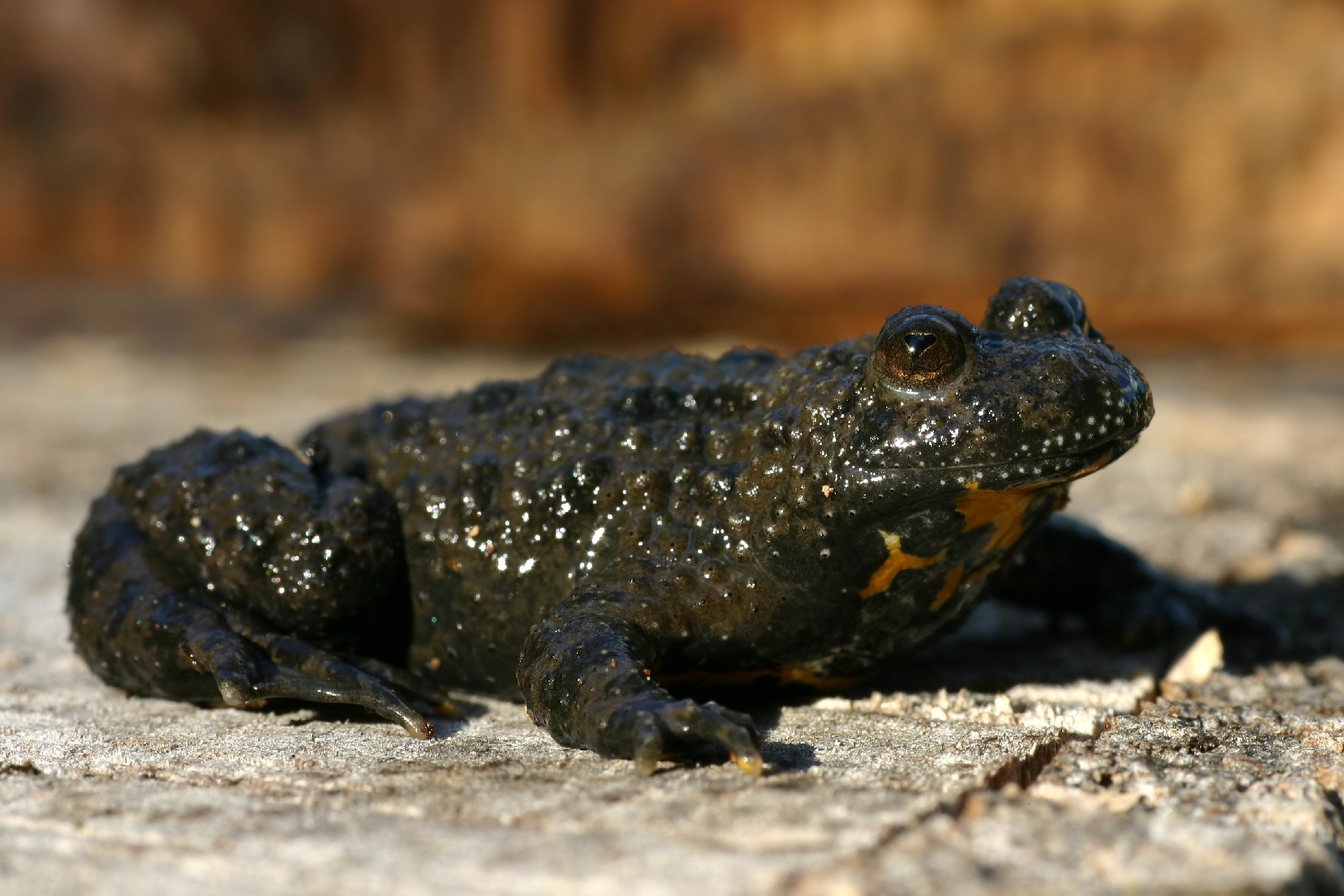
Eine Gelbbauchunke